# Basileia

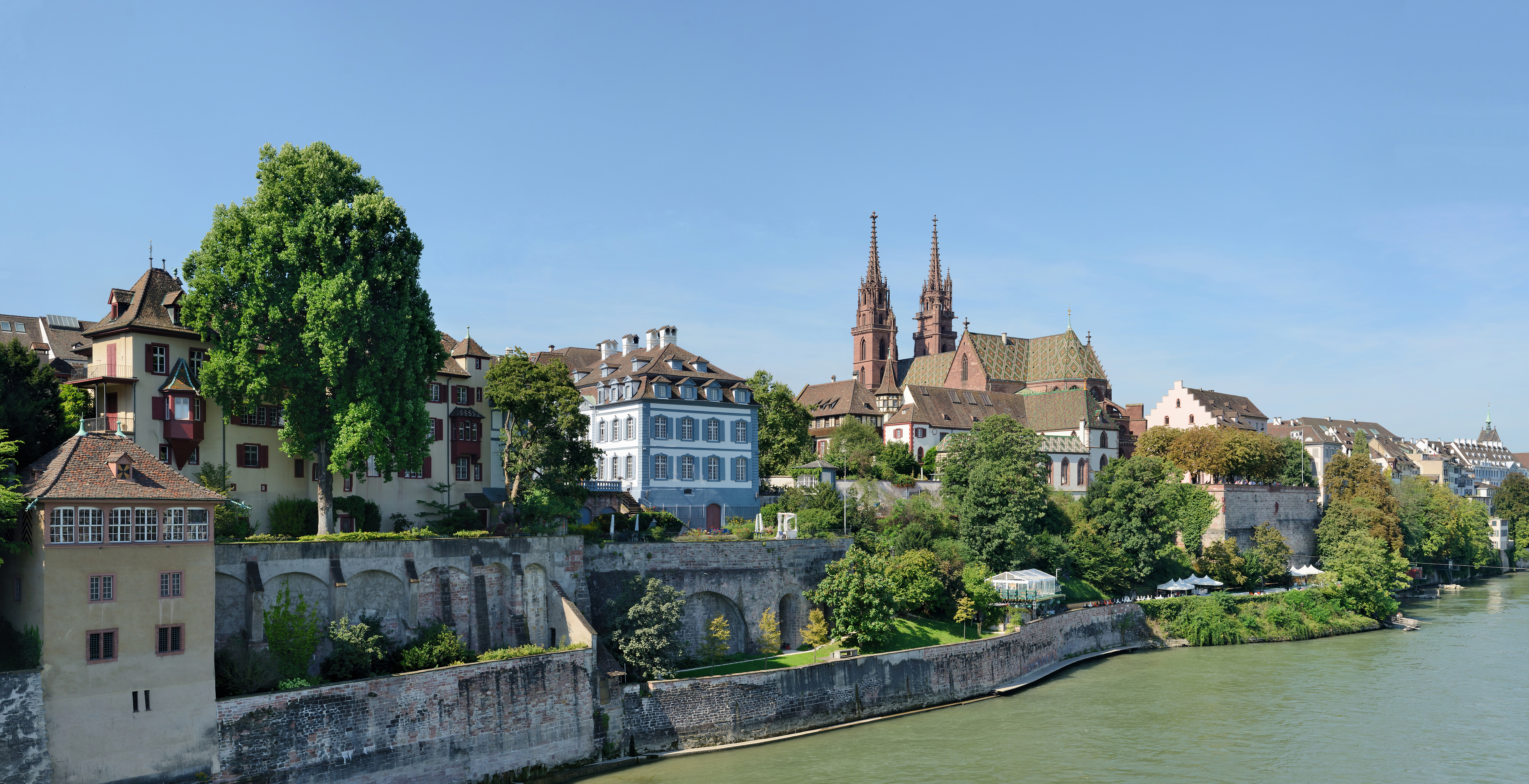
Basileia, onde está enterrado Erasmo de Roterdão.

Basileia (em alemão: Basel, em francês: Bâle, em italiano: Basilea, em romanche: Basilea) é a terceira maior cidade da Suíça (atrás de Zurique e Genebra) com a população de cerca de 195 000 habitantes. No grego koinê, Basileia significa "reino" ou "domínio". A cidade foi fundada pelos romanos. 
É considerada a capital cultural da Suíça. A cidade é famosa pelos seus muitos museus, desde o Kunstmuseum, a primeira colecção de arte acessível ao público do mundo (1661) e o maior museu de arte da Suíça, à Fundação Beyeler (localizada em Riehen) e ao primeiro museu público de arte contemporânea da Europa. A Universidade de Basileia, a universidade mais antiga da Suíça (fundada em 1460), e o compromisso secular da cidade com o humanismo, fizeram de Basileia um porto seguro em tempos de agitação política noutras partes da Europa para pessoas tão notáveis como Erasmo de Roterdão, a família Holbein, Friedrich Nietzsche, e no século XX também Hermann Hesse e Karl Jaspers.
Basileia é sede do Banco de Compensações Internacionais (uma espécie de banco central dos bancos centrais) e por isso batiza também o acordo que trata da normatização dos procedimentos bancários. É sede ainda de indústrias, bancos, seguradoras e empresas de transporte. A cidade também é referência mundial no campo da indústria farmacêutica e abriga sedes de diversas empresas, entre as quais Roche, Novartis, Syngenta, Ciba Specialty Chemicals, Clariant, Basilea Pharmaceutica e Actelion. A cidade de Basileia é o segundo maior centro económico da Suíça depois da cidade de Zurique e tem o PIB per capita mais elevado do país, à frente dos cantões de Zug e Genebra.
Em 2014 a aglomeração urbana de Basileia foi a terceira maior de seu país, com uma população de 537 100 habitantes em 74 municípios. 
Em 2019, Basileia, foi classificada entre as dez cidades mais habitáveis do mundo por Mercer juntamente com Zurique e Genebra.

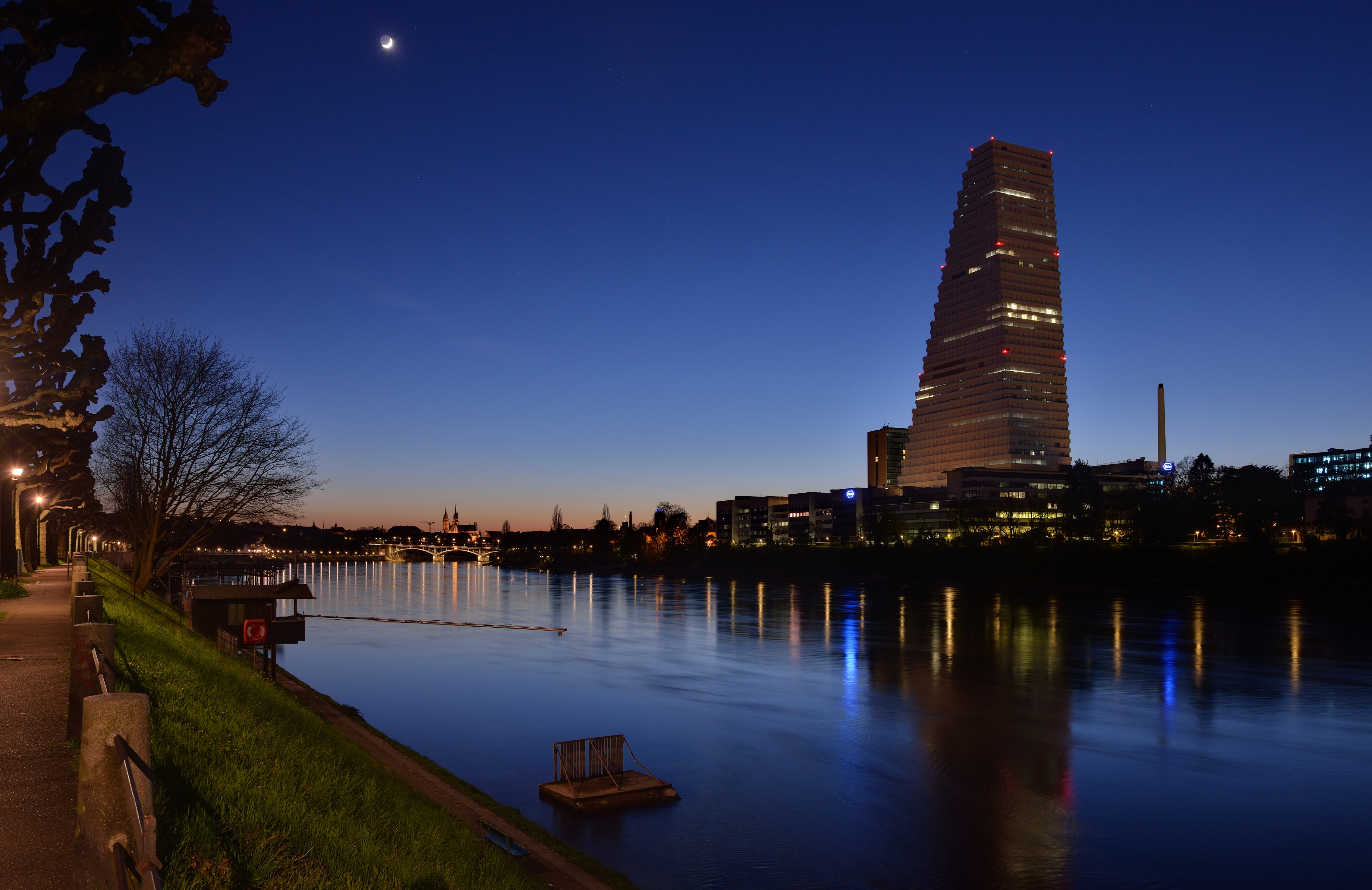
Torre Roche, o edifício mais alto da Suíça.

## Geografia
Localizada no noroeste da Suíça, Basileia faz fronteira com a Alemanha e com a França, Basileia também tem subúrbios nesses dois países. É cortada pelo rio Reno, que a divide em Grande Basileia (Gross Basel) e Pequena Basileia (Klein Basel). Sua localização favoreceu o desenvolvimento da cidade como polo financeiro e de transportes.
Com 166 mil habitantes, é a terceira cidade mais populosa do país. Sua aglomeração conta com 690 mil habitantes. A cidade é comumente considerada a capital da região do Noroeste da Suíça, que inclui os cantões de Basileia-Cidade, Basileia-Campo, Argóvia e Soleura.
Basileia também batiza dois semicantões da Suíça:
- Cantão de Basileia-Cidade (Basel-Stadt), cuja capital é a cidade de Basileia;
- Cantão de Basileia-Campo (Basel-Landschaft), cuja sede é Liestal.

## Infraestruturas

### Pontes

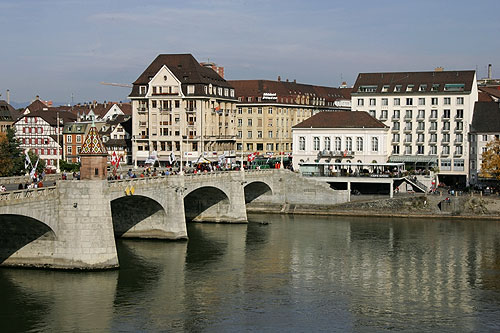
Mittlere Brücke

A mais conhecida das 14 pontes que atravessam o Reno é a Mittlere Brücke que aliás é a mais antiga ponte sobre o Reno entre o Lago de Constança e a Mar do Norte.

### Aeroporto
O aeroporto que atende à cidade é o EuroAirport Basel-Mulhouse-Freiburg assim chamado pela sua localização central dentro do território europeu, que lhe permite atender a três países: Suíça, França e Alemanha. Outra curiosidade sobre o aeroporto, situado em território francês, é que ele é administrado juntamente por dois países, Suíça e França. Por tal razão os passageiros podem ser submetidos tanto ao controle de imigração suíço quanto ao francês.

### Muralhas

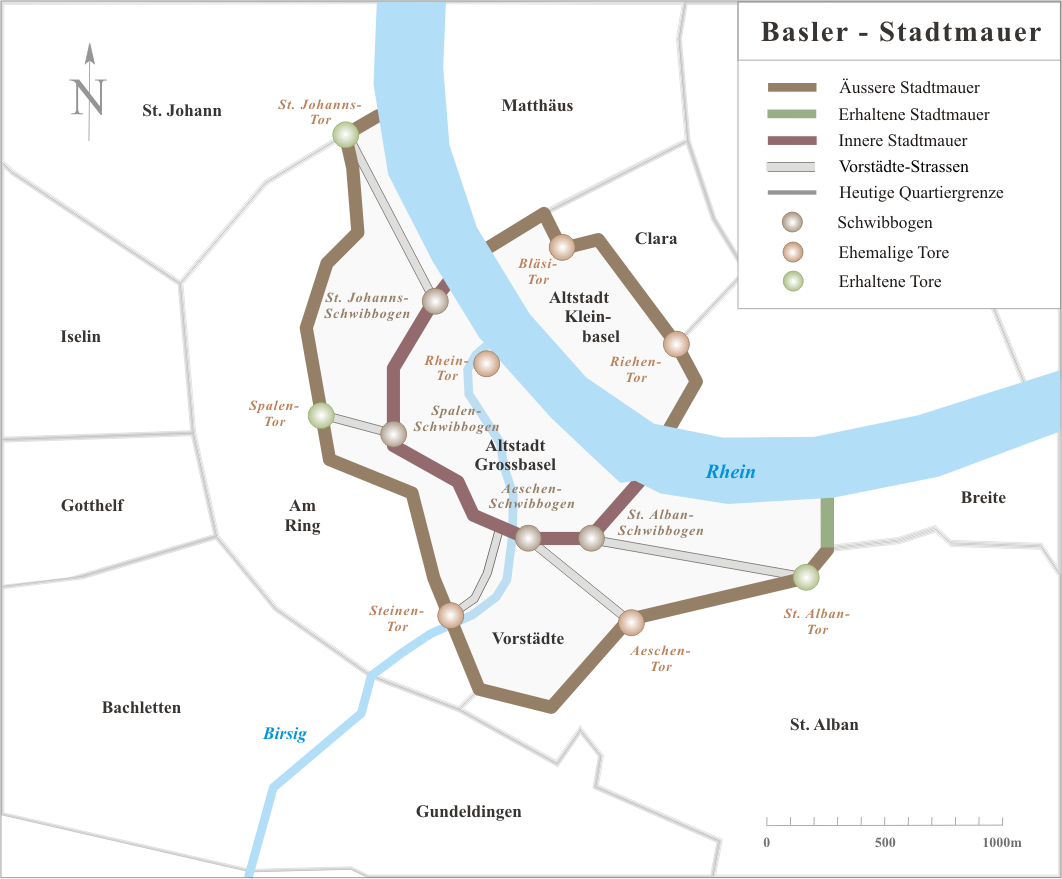
Muralhas de Basileia

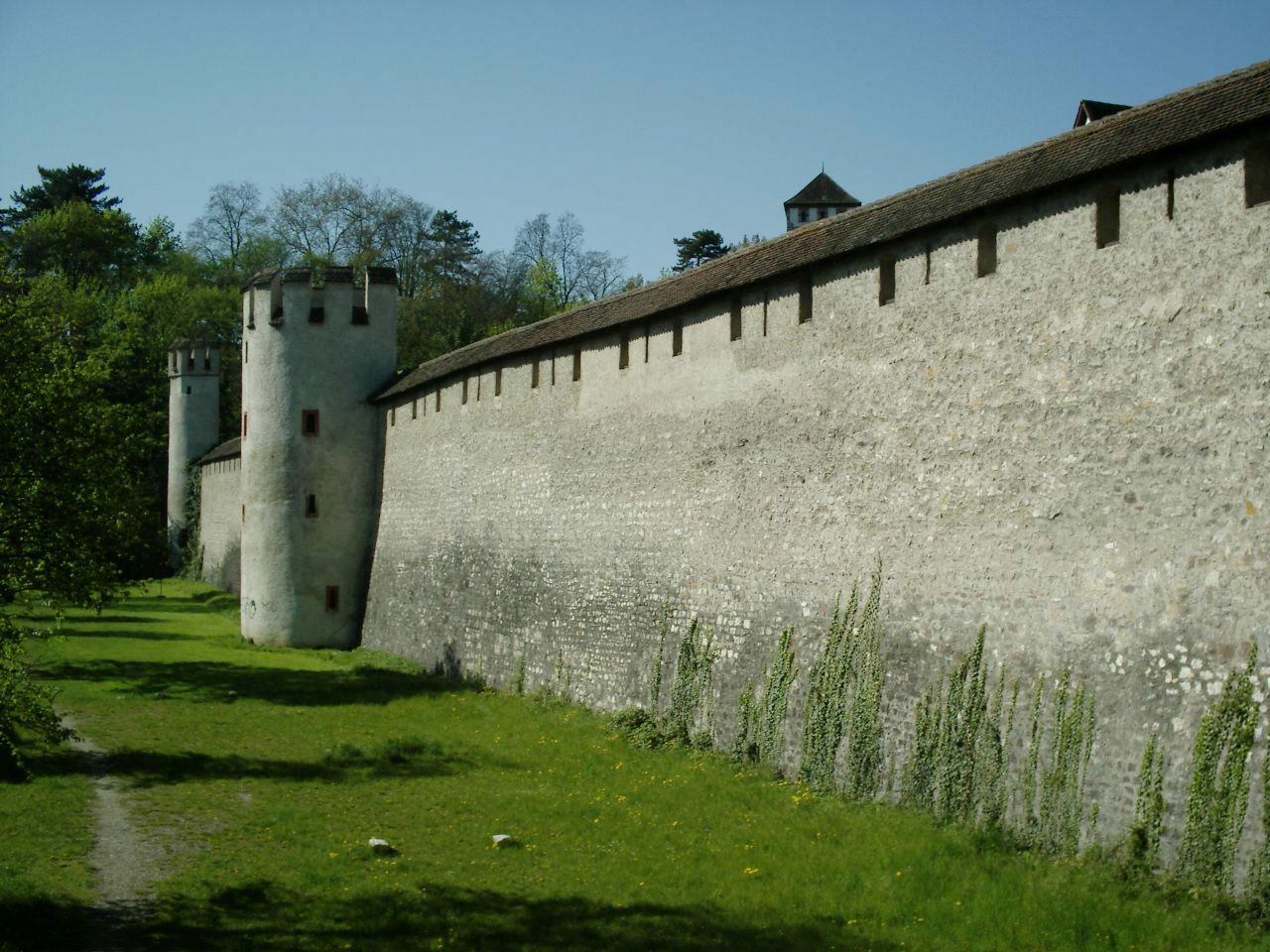
Muralhas de Basileia - Vista anterior de parte da parede externa

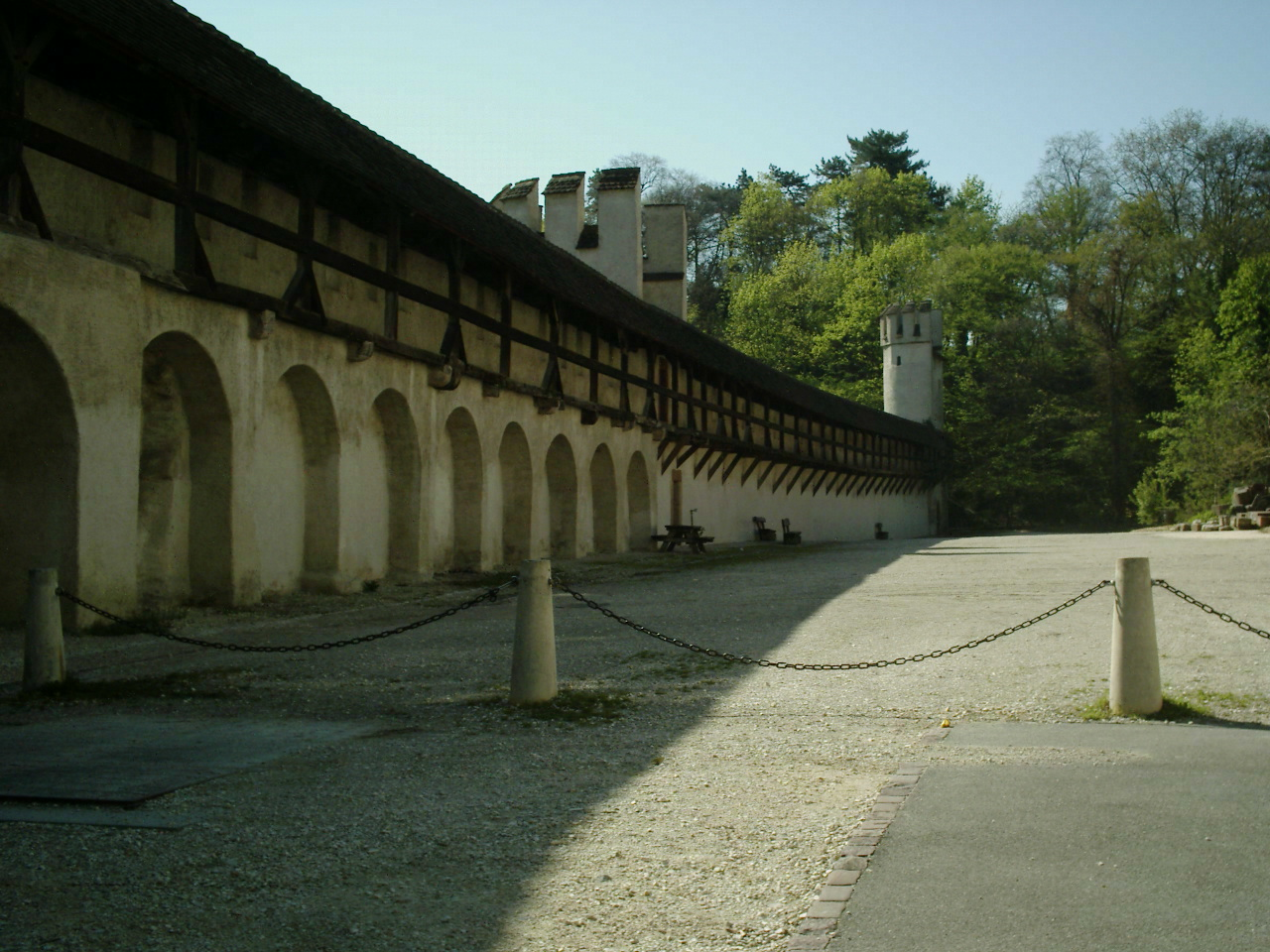
Muralhas de Basileia- Vista traseira de parte da parede externa

A Muralha de Basileia é o conjunto de fortificações medievais da cidade que se desenvolveu entre 1080 e 1860. Em 1859, a Câmara Municipal decidiu destruir os muros e seus portões, que se tornaram desnecessários, para promover a expansão da cidade. Hoje, apenas três dos sete portões da segunda parede permanecem.

## Personalidades famosas
- Erasmo de Roterdã viveu muitos anos em Basileia e ali faleceu em 1536.
- Nietzsche ensinou na universidade de Basileia de 1869 até 1879 como professor de filologia.
- Karl Barth, que após "confronto" com o nazismo, perder sua cátedra na Alemanha, em 1935, fixando-se para o resto de seus dias em Basileia, sua cidade natal. A revista Time, em seu necrológio a Barth, classificou-o como o mais significativo pensador religioso do século XX.
- A família de matemáticos Bernoulli ocupou vários cargos de ensino na universidade de Basileia.
- O matemático Leonhard Euler também é originário de Basileia.
- O tenista Roger Federer nasceu na cidade em 1981.
- O médico psiquiatra Carl Gustav Jung morou, estudou e ensinou em Basileia durante o fim do século XIX e início do século XX.
- O jurista Rudolf von Ihering, aos 27 anos de idade, foi lecionar na Universidade de Basileia.
- O jogador de futebol Alexander Frei, um dos principais nomes da seleção suíça de futebol nos anos 2000.
- O historiador da arte Jacob Burckhardt nasceu em Basileia em 25 de maio de 1818 e faleceu na mesma cidade em 8 de agosto de 1897.
- O escritor Carl Spitteler, prémio Nobel da Literatura de 1902, nasceu nesta cidade em 1845.
- O físico Karl Alexander Müller, Prémio Nobel de Física de 1987, nasceu nesta cidade em 1927.
- O célebre mago, alquimista e médico suíço Paracelso (1493-1541) ensinou medicina em Basiléia (Bâle).[8]
- O pianista Krystian Zimerman reside em Basileia.